# Kościół św. Prokopa w Kłóbce
Kościół świętego Prokopa w Kłóbce – rzymskokatolicki kościół parafialny należący do parafii pod tym samym wezwaniem (dekanat chodecki diecezji włocławskiej).
Jest to murowana świątynia wzniesiona w latach 1880-1881 dzięki staraniom proboszcza na miejscu wcześniejszej drewnianej. W 1905 roku została dobudowana kaplica, w której obecnie umieszczona jest zakrystia. Kościół pokryty jest blachą. Wymalowany został przez J. Stępnia w 1957 roku, następnie został wyremontowany w 1981 roku. Do wyposażenia budowli należą: trzy ołtarze w stylu barokowym odrestaurowane w 1970 roku, obraz św. Prokopa słynący łaskami, tabernakulum pancerne wmontowane w drewniane, wykonane w 1899 roku. chrzcielnica w stylu późnobarokowym z XVIII wieku w kształcie anioła podtrzymującego puklowaną czarę oraz epitafium Marii z Wodzińskich i Władysława Orpiszewskich.